# Renato Gelio
Renato Gelio (Vigasio, 11 gennaio 1933 – Nichelino, 14 febbraio 1995) è stato un calciatore italiano, di ruolo centrocampista.

## Carriera
Veronese di nascita, cresce calcisticamente nelle formazioni dilettantistiche piacentine della Turris, Garibaldina e del Pro Piacenza, prima di passare nelle giovanili dell'Inter. Nel 1953 viene ceduto in Serie C alla Sanremese, con la formula del prestito, rimanendovi per due stagioni realizzando 9 reti in 55 partite come mezzala ambidestra.
Nel 1955 l'Inter lo cede alla Triestina, militante in Serie A. Esordisce nella massima serie il 9 ottobre 1955, sul terreno della SPAL, schierato dall'allenatore Severino Feruglio nel ruolo per lui inedito di centravanti per l'indisponibilità di Sergio Brighenti. Questa presenza rimane l'unica nella massima seria: nella stagione successiva passa al Catania, in Serie B, collezionando 16 presenze e sfiorando la promozione in Serie A. Rimasto in forza agli etnei, diventa titolare nella stagione 1957-1958, prima di trasferirsi per un campionato al Brescia, sempre nella serie cadetta.
Nel dicembre 1959 scende in Serie C, in prestito alla Cremonese, con cui disputa 19 partite con un gol. Conclude la carriera tornando alla Sanremese, con cui disputa tre campionati di Serie C culminati con la retrocessione in Serie D al termine della stagione 1962-1963, e totalizzando altre 83 presenze con la maglia dei matuziani.
In totale ha disputato una partita in Serie A e 88 in Serie B.